# ميشيل أفيلا
ميشيل أفيلا هو لاعب كرة قدم إيطالي في مركز حراسة المرمى، ولد في 1 مايو 2000 في نابولي في إيطاليا.

## وصلات خارجية
- ميشيل أفيلا على موقع قاعدة بيانات كرة القدم.إي يو (الإنجليزية)
- ميشيل أفيلا على موقع Soccerway.com (الإنجليزية)
- ميشيل أفيلا على موقع عالم كرة القدم.نت (الإنجليزية)